# Институт физики Земли имени Г. А. Гамбурцева РАН
Институт физики Земли имени Г. А. Гамбурцева РАН — академический институт, занимавшийся до 2004 года вопросами сейсмологии, магнетизма, тектоники и строением Земли.
В 2004 году институт вошёл в состав объединённого Института физики Земли имени О. Ю. Шмидта РАН.

## История
Институт ведет свою историю с 13 марта 1928 года, когда в Ленинграде был создан Сейсмологический институт АН СССР (СИАН). Директором СИАН был избран П. М. Никифоров.
В начале 1935 года вместе с Академией наук институт переехал в Москву.
10 января 1946 года СИАН и Институт теоретической геофизики АН СССР (создан в 1938 году) объединены в Геофизический институт Академии наук СССР (ГЕОФИАН). Директором ГЕОФИАН стал академик О. Ю. Шмидт. В конце 1948 года он ушёл с этой должности по состоянию здоровья и предложил возглавить ГЕОФИАН Г. А. Гамбурцеву, который был его директором до своей смерти в 1955 году.
С 2004 года вошёл в состав Объединённого института физики Земли имени О. Ю. Шмидта РАН.

## Научные направления
В Институте сложились крупные научные школы по планетарной и теоретической геофизике, изучению внутреннего строения Земли геофизическими методами, сейсмологии и оценке природных рисков, геомагнетизму, физике ионосферы и магнитосферы.
Институт занимался исследованием физических процессов в недрах Земли, разработкой моделей динамики и внутреннего строения Земли, изучением сейсмичности Земли и физики очага землетрясения, сейсморайонированием, развитием теории и компьютерных технологий интерпретации геофизических данных.
Специалисты изучали физические поля Земли, вопросы палеомагнетизма и магнитных свойств горных пород, исследовали проблемы происхождения и ранней истории Земли.
После Ашхабадского землетрясения работа ГОФИАН была переориентирована на разработку методов геофизического мониторинга для прогнозирования природных и техногенных катастроф.

## Известные сотрудники
- Шмидт, Отто Юльевич — академик АН СССР
- Фёдоров, Евгений Константинович — академик АН СССР
- Обухов, Александр Михайлович — академик АН СССР
- Тихонов, Андрей Николаевич — академик АН СССР
- Медведев, Сергей Васильевич (сейсмолог) — доктор технических наук, основоположник отечественной инженерной сейсмологии